# 凱文·考利甘
凱文·考利甘（英語：Kevin Fitzgerald Corrigan，1969年3月27日—）是美國的一位演員。他從1990年代開始主要出演獨立電影和電視。考利甘出演過的主要電視劇有你被禁足了等。他的父親是愛爾蘭人，母親是波多黎各人。